# كوثبرت هيرد
كوثبرت هيرد (بالإنجليزية: Cuthbert Hurd)‏ هو عالم حاسوب وضابط أمريكي، ولد في 5 أبريل 1911 في إسثرفيل في الولايات المتحدة، وتوفي في 22 مايو 1996 في سان ماتيو في الولايات المتحدة.